# Crash Landing
| Recensione               | Giudizio |
| ------------------------ | -------- |
| AllMusic                 | [ 1 ]    |
| Christgau's Record Guide | B+       |

Crash Landing è l'ottavo album di studio postumo di Jimi Hendrix, pubblicato negli Stati Uniti nel marzo 1975 e nell'agosto 1975 in Gran Bretagna.
Il disco è il quinto album di studio di Hendrix pubblicato dopo la sua morte e il primo ad essere curato dal controverso produttore discografico Alan Douglas.

## Il disco
Prima che morisse nel 1970, Hendrix era ormai arrivato alle fasi finali di lavorazione del suo prossimo album, progettato come doppio LP, temporaneamente intitolato First Rays of the New Rising Sun. In seguito al decesso di Hendrix, molte delle tracce programmate per l'inserimento nel disco furono sparpagliate in tre diversi album postumi: The Cry of Love (1971), Rainbow Bridge (1971), e War Heroes (1972). Inoltre, a fine 1973, la casa discografica che deteneva i diritti sul catalogo di Hendrix, pubblicò un LP chiamato Loose Ends che conteneva otto brani, sei dei quali considerati generalmente incompleti e solo abbozzati da Hendrix (gli unici due brani che potevano dirsi completi erano The Stars That Play with Laughing Sam's Dice, già lato B di un singolo del 1967, e la cover di un brano di Bob Dylan, The Drifter's Escape).
Jimi Hendrix aveva accumulato una gran mole di materiale registrato in studio tra il 1969 e il 1970, la maggior parte del quale era ancora inedito e giaceva negli archivi della casa discografica. Dopo la morte del manager di Hendrix, Michael Jeffery, avvenuta nel 1973, Alan Douglas venne ingaggiato per mettere ordine e trarre il massimo profitto dallo sterminato archivio hendrixiano ancora inedito. Fatta eccezione per Stone Free Again, ri-registrazione di Stone Free effettuata nell'aprile 1969 con la formazione originale dei Jimi Hendrix Experience, il materiale utilizzato per Crash Landing consiste in registrazioni che Hendrix fece con Billy Cox al basso e Mitch Mitchell o, in certi casi, Buddy Miles alla batteria.
La versione CD di Crash Landing è ormai fuori catalogo da diversi anni e non più disponibile nei normali canali distributivi.

## Polemiche
Crash Landing fu il primo disco prodotto da Douglas, e immediatamente generò parecchie polemiche. Le note interne dell'album indicano che Douglas utilizzò molti session men, nessuno dei quali aveva mai nemmeno suonato con Hendrix, per ri-registrare o sovraincidere parti di chitarra, basso, batteria, e percussioni sull'album, cancellando i contributi musicali originali alterando così irrimediabilmente le composizioni. Inoltre, Douglas aggiunse anche cori femminili alla title track del disco. Pubblico e critici furono anche infastiditi dal fatto che Douglas si attribuì i crediti di composizione (insieme a Hendrix) di cinque delle canzoni sulle otto totali presenti in Crash Landing. Nonostante tutto, l'album raggiunse la posizione numero 5 in classifica negli Stati Uniti e la numero 35 nel Regno Unito, i più alti posizionamenti in classifica sin dai tempi di The Cry of Love.

## Tracce
Tutti i brani sono opera di Jimi Hendrix. Alan Douglas si dichiarò coautore di cinque tracce (Somewhere Over the Rainbow, Crash Landing, Come Down Hard on Me, Peace in Mississippi, e Captain Coconut).
Lato 1
1. Message to Love - 3:14
2. Somewhere Over the Rainbow (titolo corretto: Somewhere) - 3:30
3. Crash Landing - 4:14
4. Come Down Hard on Me - 3:16

Lato 2
1. Peace in Mississippi - 4:21
2. With the Power - 3:28
3. Stone Free Again - 3:25
4. Captain Coconut - 4:06*

- Captain Coconut è costituita dalla combinazione di tre differenti brani musicali che originariamente non avevano nulla in comune. L'ingegnere del suono John Jansen, cercando nell'archivio musicale di Hendrix della musica da inserire nella colonna sonora del film Rainbow Bridge, trovò tre spezzoni e li unì insieme, in seguito li accantonò indeciso sull'uso da farsi, fino a quando nel 1975 Alan Douglas decise di intitolare la "composizione" Captain Coconut per pubblicarla su disco. Il brano è indicato alle volte anche con il titolo MLK, in riferimento alle iniziali di Martin Luther King.[4]

## Crediti
- Jimi Hendrix: chitarre, voce, coro
- Buddy Miles: batteria] sulle tracce 1, 6, coro sulle tracce 1 e 6
- Billy Cox: basso sulla traccia 1, 6 e 8, coro sulla traccia 1 e 6
- Noel Redding: coro sulla traccia 7
- Juma Sultan: percussioni sulla traccia 1

Sovraincisioni effettuate nel 1975:
- Jimmy Maeulen: percussioni sulle tracce 1, 3, 5, 6, 7 e 8
- Jeff Mironov: chitarra sulle tracce 2, 3, 4, 5 e 7
- Allan Schwartzberg: batteria sulle tracce 2, 3, 4, 5, 7 e 8
- Bob Babbitt: basso sulle tracce 2, 3, 4, 5 e 7
- Linda November: coro sulla traccia 3
- Vivian Cherry: coro sulla traccia 3
- Barbara Massey: coro sulla traccia 3